# 회회력
회회력(回回曆)은 페르시아에서 만든 천문력서를 명나라에서 번역한 역법을 말한다. 14세기 말부터 18세기 초까지 명나라 때부터 중국 전역에 걸쳐 간행된 천문표 집합이다. 이 표는 지즈(Zij, 이슬람 천문표)의 중국어 번역을 기반으로 하며, 회회력이라는 제목은 문자 그대로 "무슬림 달력 천문학 체계"를 의미한다.

## 역사
1384년경, 명나라 홍무제가 이슬람 천문표의 중국어 번역과 편찬을 명했는데, 이 작업은 이슬람 천문학자 마샤이헤이(Mashayihei)와 중국 학자 관료 우보종(Wu Bozong)이 수행했다.
이 표는 회회력(Huihui Lifa, 무슬림 역법 천문학 체계)로 알려지게 되었으며, 청나라가 1659년 공식적으로 중국-이슬람 천문학의 전통을 버렸음에도 불구하고 18세기 초까지 중국에서 여러 차례 출판되었다.

## 같이 보기
- 중국의 천문학
- 이란력
- 이슬람력
- 칠정산
- 명나라